# Estación Coronel Eugenio del Busto
Coronel Eugenio del Busto es una estación de ferrocarril ubicada en el departamento Pichi Mahuida, Provincia de Río Negro, Argentina.

## Servicios
Pertenece al Ferrocarril General Roca en su ramal entre Bahía Blanca y Zapala.
No presta servicios de pasajeros desde 1993; por sus vías corren trenes de carga, a cargo de la empresa Ferrosur Roca.

## Ubicación
Se encuentra a 15 km al noroeste de la ciudad de Río Colorado.

## Toponimia
Debe su nombre a Eugenio del Busto, militar de las Provincias Unidas del Río de La Plata.